# Banshee (Marvel Comics)
Banshee é um personagem de histórias em quadrinhos da editora Marvel Comics.

## Biografia ficcional do personagem
Em sua primeira aparição, o irlandês Sean Cassidy estava sob controle de um vilão chamado Ogre. Após ser libertado, Banshee começou sua amizade com Charles Xavier e os X-Men.
Durante anos, ele revelou aos poucos seu passado como criminoso e também como agente da Interpol. Nessa época teve contato com vários personagens de expressão do Universo Marvel, como Magneto, que falhou ao tentar aliciá-lo. Também foi o responsável pela prisão do psicopata mutante Arkady Rossovich, que viria a se tornar o Ômega Vermelho.
Entrou na equipe mutante em sua segunda formação para resgatar os membros originais das garras de Krakoa, a "Ilha Viva". Entre os mais velhos da 2ª geração de X-Men, Banshee foi uma força estabilizadora numa equipe caracterizada pelo individualismo.
Chegou a perder seu poder de grito sônico após um combate com o Moses Magnum e saiu dos X-Men mas prometeu voltar caso os seus poderes voltarem mas enquanto isso ficou com a sua namorada Dra Moira Dra. Moira Mactaggert  chegou a ser curado pelo curandeiro dos morlocks e recuperou seus poderes e voltou para os X-Men

## Poderes e habilidades
O irlandês Sean Cassidy tem o poder mutante de voar, disparar gritos sônicos de ondas sonoras (seu poder também funciona como radar) e sentidos aguçados.

## Outras versões

### Era do Apocalipse
Nesse universo ele era um membro dos X-Men, mas se aposentou. Pouco tempo depois de Magneto. Ele lutou duas vezes contra o cavaleiro de Apocalipse Abyss, e se sacrificou na segunda para destrui-lo.

### Dinastia M
Ele é membro do grupo conhecido como Carrascos.

### Ultimate Marvel
Este é o nome dado a uma droga que aumenta os poderes dos mutantes da mesma maneira que o hormônio de crescimento mutante.

## Em outras mídias

### Televisão
- Banshee aparece na série animada X-Men: Animated Series.
- No telefilme Generation X, ele foi interpretado pelo ator Jeremy Ratchford (que o dublara na série animada) e mantinha um caso amoroso com Emma Frost.
- Banshee aparece também na série Teen Wolf, como Lydia Martin interpretada pela atriz Holland Roden.

### Filmes
- O nome "Sean Cassidy" aparece em uma lista de mutantes em X-Men 2 - enquanto sua filha Siryn é estudante do Instituto Xavier no mesmo filme.
- O ator Caleb Landry Jones interpreta Banshee (que é americano) em X-Men: Primeira Classe. No filme a primeira equipe dos X-Men é feita por: Charles Xavier, Magneto, Mística, Fera, Destrutor, Banshee e Moira McTaggert.

### Videogames
- Banshee tem uma rápida aparição em X-Men Legends II: Rise of Apocalypse.